# 44711 Карп
44711 Карп (44711 Carp) — астероїд головного поясу, відкритий 3 жовтня 1999 року.
Тіссеранів параметр щодо Юпітера — 3,583.